# Fátima Saldonid
Fátima Roxana Saldonid Westres (Callao, 13 de enero de 1976) es una presentadora de televisión, periodista y gestora cultural peruana. Es conocida por su rol de conductora en el programa infantil de la década de los 2000 A jugar, para posteriormente dedicarse al periodismo cultural para el canal TV Perú.

## Biografía
En sus primeros años se dedicó a la actuación local al estudiar en el Club de Teatro de Lima. En simultáneo trabajó para la Gerencia de Cultura de la Municipalidad de Miraflores. En 1997 fue convocada para la fundación del Centro Cultural de ESAN.
Se inició a la televisión a los 12 años en El show de July en Panamericana Televisión. A los 24 años ingresó permanentemente al canal TV Perú, para realizar reportajes de museos en 2000. Además que se desempeñó como presentadora de documentales en convenio con Discovery Channel. Fue en 2003 que consiguió la animación principal del programa infantil A jugar, que se emitió hasta 2009. El programa tuvo éxito al competir con María Pía y Timoteo y con él realizó giras a nivel nacional, a través del concepto de la televisión blanca. En su momento incluyeron a mascotas como el Tunki, interpretado por Ángel Calvo (quien es conocido por Nicolasa). El espacio obtuvo el premio Victoria y Emilia Barcia Bonifatti por su aporte televisivo en la educación inicial.
Durante su estadía en el canal, fue integrante del Comité regional para la emergencia educativa, dependiente del Ministerio de Educación, y fue imagen de la campaña Lectura en parques impulsada por IRTP y la municipalidad de Lima.
Después de una breve etapa de conductora de TV Perú noticias, entre 2011 y 2015 se encargó de Metrópolis, un programa magacín relacionado con las artes urbanas de Lima. Además realizó coberturas en los festivales de marinera de Trujillo desde 2007 que obtuvo el galardón en 2019 por su labor. También recibió un reconocimiento del Concurso nacional de periodismo y comunicación Cardenal Juan Landázuri Ricketts por su labor periodística durante la visita del papa Francisco.
Tras finalizar Metrópolis, regresó al segmento infantil de la televisión. En 2020, fue conductora del segmento de 3 a 5 años de edad en la estrategia de aprendizaje del Ministerio de Educación, Aprendo en casa. Posteriormente retomó al programa de Luis Repetto, Museos puertas abiertas. y presentó otros programas relacionados del canal como Todo tecno, Caso por caso y Miradas.

## Televisión
- El show de July
- Boulevard Torbellino
- A jugar
- Metrópolis
- Aprendo en casa
- Museos sin límites
- Todo tecno
- Caso por caso
- Miradas